# Desaparecidos
Desaparecidos är ett amerikanskt rockband grundat 2001 av Conor Oberst från Bright Eyes. Gruppen skapades under Bright Eyes-perioden, men har influenser från hans tidigare band Commander Venus. Desaparecidos släppte ett fullängdsalbum, Read Music/Speak Spanish, innan projektet lades ner 2002. Bandet uppträdde tillsammans på Concert for Equality i Benson i Omaha 2010. April 2012 återförenades bandet och turnerade sommaren 2012, och 2015 släpptes ett nytt fullängdsalbum, Payola.

## Bandmedlemmar
Nuvarande medlemmar
- Conor Oberst – sång, gitarr
- Landon Hedges – basgitarr, sång
- Matt Baum – trummor
- Denver Dalley – gitarr
- Ian McElroy – keyboard

Tidigare medlemmar
- Casey Scott – basgitarr, sång

## Diskografi
Studioalbum
- 2002 – Read Music/Speak Spanish
- 2015 – Payola

EP
- 2001 – The Happiest Place on Earth
- 2001 – What's New For Fall

Singlar
- 2012 – "MariKKKopa" / "Backsell"
- 2013 – "Anonymous" / "The Left is Right"
- 2013 – "Te Amo Camila Vallejo" / "The Underground Man"